# Lyubov Basova
Lyubov Basova, née Lyubov Shulika le 16 juillet 1988 à Vinnytsia, est une coureuse cycliste ukrainienne spécialiste de la piste.

## Palmarès

### Jeux olympiques
- Londres 2012
  - 4e de la vitesse par équipes (avec Olena Tsyos)
  - 7e de la vitesse individuelle
  - 13e du keirin
- Tokyo 2020
  - 8e de la vitesse par équipes
  - 6e du keirin
  - 21e de la vitesse individuelle

### Championnats du monde
- Gand 2006 (juniors)
  -  Championne du monde de vitesse juniors
  -  Médaillée d'argent du 500 mètres juniors
- Manchester 2008
  -  Médaillée d'argent de la poursuite par équipes (avec Svitlana Galyuk et Lesya Kalitovska)
- Pruszkow 2009
  - 6e de la vitesse individuelle
- Apeldoorn 2011
  - 5e de la vitesse individuelle
  - 8e du keirin
  - 8e de la vitesse par équipes
- Melbourne 2012
  - 4e de la vitesse individuelle
  - 8e de la vitesse par équipes
  - 9e du 500 mètres
- Londres 2016
  - 5e du keirin
  - 13e de la vitesse par équipes
  - 23e de la vitesse individuelle[1]
- Hong Kong 2017
  - 8e de la vitesse individuelle (éliminée en 1/4 de finale)[2]
  - 9e du keirin[3]
- Apeldoorn 2018
  - 7e du keirin[4]
  - 10e du 500 mètres[5]
  - 14e de la vitesse individuelle (éliminée en huitième de finale)[6]
- Pruszków 2019
  - 12e de la vitesse par équipe[7]
  - 23e du keirin (éliminée au premier tour)[8]
  - 30e de la vitesse individuelle (éliminée au tour de qualification)[9]

### Coupe du monde
- 2007-2008
  - 1re de la poursuite par équipes à Pékin (avec Svitlana Galyuk et Lesya Kalitovska)
  - 3e de la poursuite par équipes à Sydney
  - 3e de la poursuite par équipes à Copenhague
- 2008-2009
  - Classement général de la vitesse
  - 1re de la vitesse à Melbourne
  - 2e de la vitesse à Pékin
  - 3e de la vitesse à Manchester
  - 3e de la vitesse à Copenhague
  - 3e de la poursuite par équipes à Manchester
  - 3e de la poursuite par équipes à Melbourne
- 2010-2011
  - 1re de la vitesse à Pékin
  - 2e du keirin à Pékin
- 2011-2012
  - 1re de la vitesse à Astana
  - 1re de la poursuite par équipes à Pékin (avec Svitlana Galyuk et Eilezaveta Bochkareva)
  - 2e de la vitesse par équipes à Astana
  - 2e de la vitesse par équipes à Cali
- 2016-2017 
  - Classement général du keirin
  - 1re du keirin à Apeldoorn
  - 2e du keirin à Glasgow
  - 2e de la vitesse à Glasgow
  - 2e de la vitesse à Los Angeles
- 2017-2018
  - 1re de la vitesse à Santiago
  - 1re de la vitesse par équipes à Santiago (avec Olena Starikova)
  - 3e du keirin à Santiago
  - 3e du keirin à Minsk
- 2018-2019
  - 2e de la vitesse par équipes à Hong Kong
  - 3e de la vitesse par équipes à Saint-Quentin-en-Yvelines
  - 3e du keirin à Cambridge
- 2019-2020
  - Classement général du keirin
  - 2e du keirin à Hong Kong

### Championnats d'Europe
| Édition / Épreuve              | 500 mètres | Keirin | Vitesse individuelle | Vitesse par équipes |
| Fiorenzuola 2005 (juniors)     | Or         | Argent | Or                   |                     |
| Athènes 2006 (juniors)         | Or         | Or     | Or                   |                     |
| Cottbus 2007 (espoirs)         |            | Bronze | Or                   |                     |
| Pruszkow 2008 (espoirs)        |            | Bronze | Argent               |                     |
| Minsk 2009 (espoirs)           |            | Or     | Or                   |                     |
| Pruszków 2010                  |            | Or     |                      |                     |
| Apeldoorn 2011                 |            |        | Or                   | Argent              |
| Saint-Quentin-en-Yvelines 2016 |            | Or     | 16e                  | 8e                  |
| Berlin 2017                    |            | Bronze |                      |                     |
| Glasgow 2018                   |            |        |                      | Argent              |
| Plovdiv 2020                   |            |        |                      | Bronze              |

### Championnats d'Ukraine
- 2008
  -  Championne d'Ukraine du 500 mètres
  -  Championne d'Ukraine de vitesse individuelle
- 2014
  -  Championne d'Ukraine de vitesse par équipes (avec Olyna Tsyos)
  - 3e du 500 mètres
- 2015
  -  Championne d'Ukraine du 500 mètres
  -  Championne d'Ukraine de vitesse individuelle
  -  Championne d'Ukraine de vitesse par équipes (avec Olena Starikova)
- 2016
  -  Championne d'Ukraine de vitesse par équipes (avec Valeria Zalizna)
- 2017
  -  Championne d'Ukraine du keirin
  -  Championne d'Ukraine de vitesse individuelle
  -  Championne d'Ukraine de vitesse par équipes (avec Daryna Martynyuk)
- 2018
  -  Championne d'Ukraine de vitesse par équipes (avec Olena Starikova)
- 2019
  -  Championne d'Ukraine du keirin
  -  Championne d'Ukraine de vitesse par équipes (avec Olena Starikova)
- 2021
  -  Championne d'Ukraine du keirin
  -  Championne d'Ukraine de vitesse individuelle
  -  Championne d'Ukraine de vitesse par équipes (avec Ganna Lutsyk et Oleksandra Lohviniuk)

### Autres
- 2011
  -  Médaillée d'argent du 500 mètres à l'Universiade d'été